# Ärans medalj
Ärans medalj är en bok skriven av K-G Olin som utgavs 2010. Bokens tema är de sex finländare som mottagit den främsta amerikanska militära utmärkelsen Medal of Honor (ärans medalj). Fem av dessa var finlandssvenskar.
Fyra av de belönade fick medaljen för tjänstgöring i spansk-amerikanska kriget 1898: Axel Sundquist från Jakobstad, Nick Erickson från Hammarland, Henry Hendrickson från Björneborg och John Eglit född i Finland med lettiskt ursprung.
Axel Westermarck från Åbo fick sin medalj efter att ha försvarat de utländska kvarteren i Peking under boxarupproret 1900.
Johannes Anderson från Björköby fick sin medalj under Meuse–Argonne offensiven 1918 i första världskriget.
Utöver de sex medaljerade soldaterna noterar Olin en lång rad andra finländare som var involverade i dessa krig och konflikter.

## Mottagande
Vasabladets recensent Holger Wester tyckte att Olins bok fyllde en lucka i vårt vetande om våra landsmän, att boken var väl dokumenterad och skriven med gott flyt i texten.